# Mycosphaerella rubella
Mycosphaerella rubella är en svampart som först beskrevs av Niessl & J. Schröt., och fick sitt nu gällande namn av Paul Wilhelm Magnus 1905. Mycosphaerella rubella ingår i släktet Mycosphaerella och familjen Mycosphaerellaceae.   Inga underarter finns listade i Catalogue of Life.